# Pedioplanis benguellensis
Pedioplanis benguellensis là một loài thằn lằn trong họ Lacertidae. Loài này được Bocage mô tả khoa học đầu tiên năm 1867.